# Vulkanvinter

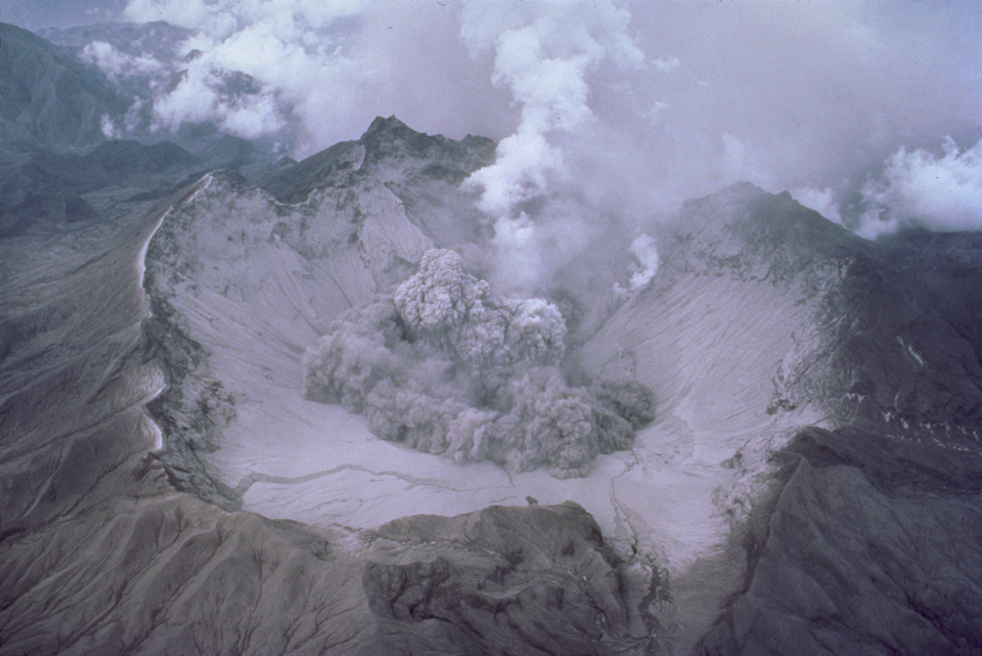
Pinatubos tidiga eruption 1991

En vulkanvinter är en minskning av temperaturen på grund av att vulkanisk aska och svaveldioxid skymmer solen, vilket ökar jordens albedo (jordens reflexion av solstrålningen) efter ett extremt stort och explosivt vulkanutbrott. Långsiktiga kyleffekter beror huvudsakligen på en ökning av sulfidföreningar i aerosolform i stratosfären, där relativt lite nederbörd uppstår som kan hjälpa till att föra bort hindrande aerosoler ur atmosfären. 
Stratosfärens aerosoler kyler troposfären och jordytan genom att reflektera solstrålning, samtidigt som de värmer stratosfären genom att absorbera jordstrålning, och kan i kombination med antropogent klor i stratosfären förstöra ozon som dämpar effekten av uppvärmning i den lägre stratosfären. Variationer i atmosfärens uppvärmning och nedkylning leder till förändringar i troposfärens och stratosfärens normala växelverkan.

## Historiska fall
Den extrema klimatavvikelsen 535–536 är sannolikt kopplad till ett mycket stort vulkanutbrott på norra halvklotet. På södra halvklotet skedde ett ännu större vulkanutbrott 540, som ledde till ännu större temperaturförändringar.
Den stora svälten 1315–1317 i Europa kan ha berott på efterverkningar av en vulkanisk händelse, Kaharoa, Nya Zeeland som varade i ungefär fem år.
År 1452 eller 1453, skedde ett katastrofalt utbrott av undervattensvulkanen Kuwae, som orsakade globala störningar.
År 1600 fick Huaynaputina i Peru ett utbrott. Dendrokronologiska studier visar att 1601 var ett kallt år. Ryssland hade sin värsta kända hungersnöd från 1601 till 1603. Från 1600 till 1602, hade Schweiz, Lettland och Estland ovanligt kalla vintrar. Vinskörden var sen 1601 i Frankrike och i Peru och Tyskland kollapsade vinproduktionen. Persikoträden blommade sent i Kina och Suwasjön i Japan frös tidigt.
En uppsats skriven av Benjamin Franklin 1783 tillskrev den ovanligt svala sommaren 1783 vulkaniskt stoft från Island, där vulkanen Laki hade släppt ut enorma mängder svaveldioxid, vilket hade dödat en stor del av öns boskap och orsakat en hungersnöd som dödade en fjärdedel av öns befolkning. Temperaturerna på norra halvklotet sjönk med ca 1 °C under året efter Lakis utbrott.
1815 orsakade vulkanen Mount Tambora, en stratovulkan i Indonesien, frost i mitten av sommaren 1816 i staten New York och snöfall i juni i New England, Newfoundland och Labrador, i vad som kom att kallas året utan sommar.
1883 skapade en explosion av Krakatau också vulkanvinterliknande förhållanden. De kommande fyra åren efter explosionen var ovanligt kalla, och vintern 1887 till 1888 fick kraftfulla snöstormar. Rekordstora mängder snö registrerades över hela världen.
1991 exploderade Pinatubo, en annan stratovulkan i Filippinerna, och dess effekter har beräknats till att ha kylt den globala temperaturen i cirka 2–3 år.

### Toba
En förmodad vulkanvinter hände för cirka 71 000–73 000 år sedan, efter en supereruption av Toba (nuvarande Tobasjön) på Sumatra i Indonesien. De följande sex åren hade den största avlagringen av vulkaniskt svavel under de senaste 110 000 åren, vilket möjligen kan ha orsakat en betydande avskogning i sydostasien och en kylning av den globala temperaturen med 1 °C. Vissa forskares hypotes säger att vulkanen orsakade en omedelbar återgång till en istid, genom att påskynda en pågående kontinental nedisning och därmed orsakade en massiv befolkningsminskning bland djur och människor på jorden. Andra hävdar att de klimatmässiga effekterna av utbrottet var alltför svaga och kortvariga för att påverka människans tidiga bestånd till den föreslagna omfattningen.
Tobas utbrott i kombination med det faktum att de flesta mänskliga mutationer plötsligt inträffar vid samma period, kan sannolikt bero på vulkaniska vintrar. I genomsnitt sker super-utbrott med totalt eruptiva massor på minst 1015 kg (Tobas eruptiva massa var 6.9 × 1015 kg) en gång på 1 miljon år.

## Effekter på livsmiljön

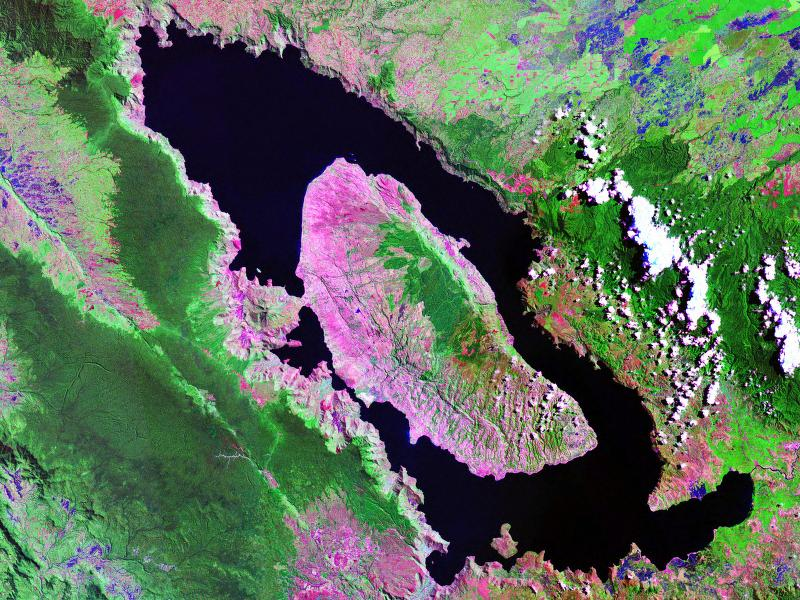
Tobasjön, en supervulkans caldera

Vissa forskare hävdar att vulkanvintrar förmodligen är den största enskilda orsaken till den så kallade flaskhalseffekten: en kraftig minskning av en arts population, omedelbart följt av en period med stora genetiska skillnader (differentiering) bland de överlevande. Enligt antropologen Stanley Ambrose, minskar sådan händelser populationsstorleken till: " en nivå, tillräckligt låg för evolutionära förändringar, som sker mycket snabbare i små populationer, för att producera en snabb populationsdifferentiering". 